# ميخائيل بيرش
ميخائيل بيرش (بالإنجليزية: Michael Birch)‏ هو رائد أعمال بريطاني، ولد في 7 يوليو 1970 في سوستون في المملكة المتحدة.